# Manuel Llopis Ivorra
Manuel Llopis Ivorra ( 17 de enero de 1902 en Alcoy, provincia de Alicante y diócesis de Valencia - 1 de mayo de 1981 en Moncada, Valencia) fue obispo de la diócesis de Coria-Cáceres durante veintisiete años 1950-1977, en la que desarrolló una gran labor social.

## Orden sacerdotal
Su formación inicial es en el colegio de los Hermanos Maristas de Alcoy, que recordó frecuentemente a lo largo de su vida. Cursó los estudios eclesiásticos en el Seminario Conciliar de Valencia y fue ordenado presbítero el 13 de noviembre de 1928. Fue licenciado en Teología por la Universidad de Pontificia valentina.

## Trayectoria
Su primer destino fue el de capellán del Monasterio del Santo Sepulcro de Alcoy, cargo que desempeñaba al estallar la guerra de 1936 en que pudo salvar la vida y al que se reintegró en 1939 trabajando también en la vida parroquial para la reconstrucción de los templos de la ciudad que habían sido totalmente arrasados, por lo que en 1941 fue nombrado arcipreste de Alcoy.
Tomó parte en el concurso a curatos vacantes celebrado ese mismo año y en 1942 fue nombrado párroco del Santo Ángel Custodio de Valencia (39°27′55″N 0°21′47″O / 39.465353, -0.363139), una de las varias parroquias que habían sido creadas en la capital por el prelado doctor Melo, al dividir la amplia feligresía de la de San Juan y San Vicente, en la zona de la Gran Vía, una de las más pobladas de la ciudad. Apenas tomó posesión de la misma, adquirió un solar, desplegando tal actividad en recaudar fondos no solamente entre sus nuevos feligreses sino también entre sus antiguos amigos de Alcoy, que al año siguiente estaba levantado el nuevo templo, el que poco después pudo ya ser utilizado para el culto, continuando las obras hasta hacer la casa abadía y escuelas parroquiales, por lo que su actividad pudo ser considerada como modelo en la diócesis por los superiores y compañeros.

## Consagración episcopal
Como premio a su labor el 4 de febrero de 1950 fue preconizado obispo de Coria, pasando a cubrir el puesto de Francisco Cavero y Tormo. Fue consagrado en la catedral de Valencia el 30 de abril de 1950 por el nuncio monseñor Cicognani, asistido por el arzobispo de Valencia D. Marcelino Olaechea y el obispo de Mallorca, su condiscípulo, D. Juan Hervás Benet. Adoptó como lema episcopal "Ómnibus omnia factus sum, ut omnes facerem salvos". Su toma de posesión oficial de la diócesis de Coria se produjo el día 11 de junio de ese mismo año, realizando su tarea ininterrumpidamente hasta su jubilación a principios de 1977. Su labor social en la provincia fue muy destacada por los medios de comunicación y la población en general. Durante su largo pontificado se firmó el nuevo Concordato con la Santa Sede en 1953 por el que se ampliaba el título de la diócesis, llamada desde entonces de Coria-Cáceres por pertenecer a la misma la capital de la provincia, a la que trasladó su residencia, habitando en un antiguo palacio propiedad de la mitra y destinando para concatedral la iglesia de Santa María, con la creación del nuevo Seminario Mayor, quedando en Coria el Seminario Menor. Como aplicación del citado Concordato hubo también algún reajuste de la diócesis, habiéndose consagrado especialmente a la Acción Católica y a la aplicación de las normas del concilio Vaticano II. Tras su jubilación pasó a residir como obispo dimisionario en la casa de ejercicios que las Obreras de la Cruz tienen en Moncada (Valencia), donde falleció cuatro años después. En 1961 había sido nombrado hijo adoptivo de Cáceres.
Su funeral fue oficiado por el cardenal arzobispo de Toledo Marcelo González Martín asistido por varios obispos. Sus restos reposan en la Concatedral de Santa María de Cáceres.